# Андвіль (Санкт-Галлен)
Андвіль (нім. Andwil SG) — громада  в Швейцарії в кантоні Санкт-Галлен, виборчий округ Санкт-Галлен.

## Географія
Громада розташована на відстані близько 150 км на схід від Берна, 8 км на захід від Санкт-Галлена.
Андвіль має площу 6,3 км², з яких на 11,9% дозволяється будівництво (житлове та будівництво доріг), 66,1% використовуються в сільськогосподарських цілях, 20,4% зайнято лісами, 1,6% не є продуктивними (річки, льодовики або гори).

## Демографія
2019 року в громаді мешкало 1999 осіб (+6,8% порівняно з 2010 роком), іноземців було 6,2%. Густота населення становила 317 осіб/км².
За віковим діапазоном населення розподілялося таким чином: 26,3% — особи молодші 20 років, 57,3% — особи у віці 20—64 років, 16,4% — особи у віці 65 років та старші. Було 762 помешкань (у середньому 2,6 особи в помешканні).
Із загальної кількості 574 працюючих 89 було зайнятих в первинному секторі, 303 — в обробній промисловості, 182 — в галузі послуг.